# Ндюка
Ндюка (ндьюка, нджука, джука, аукан, оканісі) — креольська мова на англійській основі, одна з двох мов лісових негрів. Поширена в Суринамі та Французькій Гвіані. На ндюці розмовляють 25-30 тисяч осіб, багато з яких проживають в глибині країни, в районі вологих тропічних лісів. За даними сайту Ethnologue, ндюка складається з двох мов-діалектів - аукана та квінті.
Мовою ндюка розмовляють лісові негри (одна з груп марунів) - нащадки рабів-утікачів, вивезених в Суринам близько 300 років тому для роботи на плантаціях. Маруни засновували громади в глухих лісових районах Суринаму і частково у Французькій Гвіані. В останні десятиліття багато носіїв мови переселилися з місць традиційного проживання в прибережні райони Суринаму, особливо, в район столиці країни Парамарибо, в результаті чого деякі переселенці перейшли на нідерландську або сранан-тонго. Більшість марунів у тій чи іншій мірі двомовні, від 30% до 50% знають три мови.
Ндюка склалася на основі на англійської та африканських мов, і розвивалася під сильним впливом португальської. Вона тісно пов'язаний з іншими мовами марунів, зокрема, з мовою парамаккан.
У 1908 році для мови ндюка була створена власна оригінальна писемність - афака, яка, однак, не отримала офіційного статусу.
Рівень грамотності носіїв низький і становить менше 10%. Викладання ведеться  нідерландською мовою, мовою ндюка проводяться релігійні служби. Здійснюється радіомовлення, створені словник і граматика.